# Злобовка
Злобовка — деревня в Саратовском районе Саратовской области России. С 1 января 2022 года входит в состав городского округа город Саратов.

## Физико-географическая характеристика
Деревня окружена лесными массивами, расположена в юго-западной части Саратовского района, недалеко от села Песчаный Умёт, на берегу речки Сосновка. Расстояние до административного центра села Михайловка — 10 км, до областного центра составляет 26 км. С областным центром Злобовка связана автодорогой с грунтовым покрытием.
Часовой пояс
Деревня Злобовка, как и вся Саратовская область, находится в часовой зоне МСК+1. Смещение применяемого времени относительно UTC составляет +4:00.
Уличная сеть
В деревне Злобовка одна единственная улица — Центральная.

## Население
| 2010 |
| ---- |
| 2    |

В деревне на 1 января 2018 года проживало 2 человека, насчитывается 2 домовладения.

## Достопримечательности
- Злобовский питомник. Питомник, занимавший 1500 десятин земли, принадлежал дворянину помещику Н. П. Корбутовскому. С 1982 года был объявлен ботаническим заказником. С 1997 до 2007 года относился к памятникам природы регионального значения. На территории имеются дендрологические редкости, относящиеся к 54 видам и формам[6].
- Злобовский родник, который всегда был единственным источником питьевой воды для жителей деревни.
- Башкирский лес. Расположен в восточной части от деревни.